# Diodora cayenensis
Diodora cayenensis is een slakkensoort uit de familie van de Fissurellidae. De wetenschappelijke naam van de soort is voor het eerst geldig gepubliceerd in 1822 door Lamarck.